# Micropsectra atitlanensis
Micropsectra atitlanensis är en tvåvingeart som beskrevs av James E. Sublette och Sasa 1994. Micropsectra atitlanensis ingår i släktet Micropsectra och familjen fjädermyggor.
Artens utbredningsområde är Guatemala. Inga underarter finns listade i Catalogue of Life.